# Дмитрівська вулиця (Житомир)
Дмитрівська вулиця — знаходиться в історичній частині міста Житомир

## Характеристики
Вулиця розташована в Корольовському районі міста, в центральній частині міста, у Старому місті. Починається від перехрестя з вулицями Хлібною та Івана Франка, завершується перехрестям з вулицею Князів Острозьких. Від Дмитрівської вулиці бере початок провулок Професора Грищука.
Забудова вулиці представлена малоповерховими житловими будинками садибного типу (переважно на декілька квартир).

#### Пам'ятки архітектури та історії:[2]
Буд. № 5 — будинок, побудований у 80-х роках ХІХ ст., в якому народився Сергій Корольов.
Буд. № 10 (колишній № 6) — будинок побудови кінця ХІХ століття, у якому в 1920-ті рр. жив композитор Віктор Косенко з дружиною Ангеліною.

## Історія

### Історія назви
Історична назва — Дмитрівська вулиця — вживалася з другої половини ХІХ століття. У 1937 році перейменована на вулицю Леваневського. У 1989 році повернуто історичну назву Дмитрівська частині вулиці Леваневського, в межах нинішніх вулиць Хлібної та Князів Острозьких.

### Історія формування вулиці
Вулиця виникла й формувалася у другій половині ХІХ століття згідно з генеральними планами міста середини ХІХ століття, переважно на вільній від забудови місцевості тодішньої околиці міста. Вулиця проєктувалася до перехрестя зі Східною вулицею, де проходила проєктна східна межа міста. У середині ХІХ століття на трасі запроєктованої вулиці в межах нинішньої Дмитрівської вулиці поставали декілька будинків з присадибними ділянками на місці сучасного перехрестя з вулицею Князів Острозьких. За місцем розташування сучасного перехрестя нинішніх вулиць Дмитрівської, Хлібної, Івана Франка проходила дорога, що прямувала від середмістя до Левкова. У 1879 році вулиця завершувалася глухим кутом неподалік нинішнього провулка Професора Грищука. До кінця ХІХ століття вулиця сформувалася згідно з проєктом. Забудова вулиці формувалася протягом другої половини ХІХ століття — першої половини ХХ століття. До більшовицького перевороту сформувалася переважна кількість одноповерхової житлової забудови.